# こより (イラストレーター)
こより（1983年6月8日 - ）は日本のイラストレーター。鹿児島県在住。

## 作品一覧

### 装画
- 『ここは墨田区向島、お江戸博士の謎解き日和』（富士見L文庫）相沢泉見 2020年6月13日
- 『星球』（講談社単行本ソフトカバー）中澤日菜子 2015年7月15日
- 『うばかわ姫』（白泉社招き猫文庫）越水利江子 2015年7月3日
- 『鬼神伝 龍の巻』（講談社文庫）高田崇史 2015年7月15日
- 『鬼神伝 神の巻』（講談社文庫）高田崇史 2015年6月12日
- 『鬼神伝 鬼の巻』（講談社文庫）高田崇史 2015年5月15日
- 『白頭の人』（潮出版社 単行本）富樫倫太郎 2015年2月5日発売
- 『風の如く 高杉晋作篇』（講談社小説現代）富樫倫太郎 2015年3月号より連載開始
- 『ぼくらは夜にしか会わなかった』（祥伝社文庫）市川拓司 2014年7月22日
- 『花工房ノンノの秘密 死をささやく青い花』（宝島社文庫）深津十一 2014年5月8日
- 『クラーク巴里探偵録』（幻冬舎文庫）三木笙子 2014年2月6日
- 『魔女の宅急便 6それぞれの旅立ち』（角川文庫）角野栄子 2013年12月25日
- 『ぐるぐる猿と歌う鳥』（講談社文庫）加納朋子 2013年12月13日
- 『魔女の宅急便 5魔法のとまり木』（角川文庫）角野栄子 2013年11月22日
- 『これはこの世のことならず』（新潮文庫）堀川アサコ 2013年10月29日
- 『銃とチョコレート』（講談社ノベルス）乙一 2013年10月7日
- 『魔女の宅急便 4キキの恋』（角川文庫）角野栄子 2013年9月25日
- 『魔女の宅急便 3キキともうひとりの魔女』（角川文庫）角野栄子 2013年7月25日
- 『魔女の宅急便 2キキと新しい魔法』（角川文庫）角野栄子 2013年5月25日
- 『魔女の宅急便』（角川文庫）角野栄子　2013年4月25日
- 『たましくる―イタコ千歳のあやかし事件帖―』（堀川アサコ・著、新潮文庫）
- 『こころ 不思議な転校生』（七瀬晶・著、カドカワ銀のさじシリーズ）
- 『ぐるぐる猿と歌う鳥』 （加納朋子・著、講談社ノベルス）
- 『しらない町』（鏑木蓮・著、早川書房）
- 『堂島物語』（富樫倫太郎・著、中央公論新社）

### その他
- スターバックスオリジナルiTunes Card イラストレーション
- 桜Trick 第4話　エンドカード